# Ataenius steinheili
Ataenius steinheili är en skalbaggsart som beskrevs av Edgar von Harold 1874. Ataenius steinheili ingår i släktet Ataenius och familjen Aphodiidae. Inga underarter finns listade.